# Scotophilus viridis
Scotophilus viridis (Peters, 1852) è un pipistrello della famiglia dei Vespertilionidi diffuso nell'Africa subsahariana.

## Descrizione

### Dimensioni
Pipistrello di medie dimensioni, con la lunghezza totale tra 105 e 131 mm, la lunghezza dell'avambraccio tra 41 e 51 mm, la lunghezza della coda tra 34 e 49 mm, la lunghezza del piede tra 8 e 10 mm, la lunghezza delle orecchie tra 13 e 18 mm e un peso fino a 20,5 g.

### Aspetto
La pelliccia è corta, liscia, soffice e lucida. Il corpo è robusto, la testa è grande. Le parti dorsali sono bruno-giallastre, bruno-verdastre o bruno-arancioni scure con la base dei peli più chiara, mentre le parti ventrali sono gialle chiare talvolta con dei riflessi brunastri. Gli individui a sud dell'equatore hanno il ventre talvolta completamente bianco, grigio chiaro o marrone chiaro. Il muso è corto e largo, dovuto alla presenza di due masse ghiandolari sui lati. Gli occhi sono piccoli. Le orecchie sono marroni scure, corte, ben separate tra loro, con il margine interno fortemente convesso e quello posteriore quasi diritto. Il trago è lungo, affusolato, con la punta arrotondata e il margine anteriore concavo. Le membrane alari sono semi-trasparenti e marroni scure. La coda è lunga ed è completamente inclusa nell'ampio uropatagio. Il cariotipo è 2n=36 FNa=54.

### Ecolocazione
Emette ultrasuoni ad alta intensità sotto forma di impulsi a frequenza quasi costante iniziale di 78 kHz e finale di 37–42 kHz. Tale configurazione è adatta alle predazioni negli spazi aperti.

## Biologia

### Comportamento
Si rifugia nelle cavità degli alberi, dove non rimane per più di 3-4 giorni e spostandosi di giorno fino a 1 kM. Il volo è agile, veloce e con una manovrabilità moderata. Si sposta efficacemente sul terreno.

### Alimentazione
Si nutre di insetti, particolarmente coleotteri e in misura minore di emitteri, ortotteri, ditteri e omotteri.

### Riproduzione
Danno alla luce due piccoli alla volta tra ottobre e novembre. L'ovulazione avviene ad aprile, seguita da una ritardata crescita embrionica. Femmine che allattavano sono state osservate nel mese di dicembre nel Malawi.

## Distribuzione e habitat
Questa specie è diffusa nell'Africa subsahariana, dal Senegal all'Etiopia centro-occidentale ad est fino al Sudafrica nord-orientale a sud.
Vive nelle praterie, boscaglie, savane alberate, foreste costiere e boschi di miombo.

## Tassonomia
Sono state riconosciute 2 sottospecie:
- S.v.viridis: Kenya meridionale, Tanzania orientale, isola di Mafia, Malawi, Zambia, Mozambico, Sudafrica nord-orientale;
- S.v.nigritellus (de Winton, 1899): Senegal, Gambia, Mali sud-occidentale, Costa d'Avorio, Ghana, Togo, Benin, Burkina Faso, Niger sud-occidentale, Nigeria, Camerun, Repubblica Centrafricana centro-settentrionale, Sudan del Sud, Etiopia centro-occidentale, Sudan centrale.

## Conservazione
La IUCN Red List, considerato il vasto areale e la popolazione presumibilmente numerosa, classifica S.viridis come specie a rischio minimo (Least Concern)).